# サムサッカー
『サムサッカー』（Thumbsucker）とは、1999年にウォルター・キルンが発表した小説、及びそれを原作としたアメリカ映画。

## ストーリー
アメリカ・オレゴン州に住む17歳のジャスティンは、内向的な少年で、親指をしゃぶる癖が未だに治らない。両親の心配も手伝って、行き着けの歯医者の先生ペリーにその悩みを相談すると、彼はジャスティンに催眠術をかけその癖を治してくれた。しかし親指しゃぶりができなくなったことに段々と不安が募り、自制心がきかなくなったジャスティンは、ADHD（注意欠陥多動性障害）との診断を受け抗うつ剤を処方される。薬の効き目はすぐに表れ、以前とは比べものにならないほど活動的になったジャスティンであったが…。

## 映画

### キャスト
- ジャスティン・コッブ：ルー・テイラー・プッチ（日本語吹替え：入野自由）
- オードリー・コッブ：ティルダ・スウィントン（幸田直子）
- マイク・コッブ：ヴィンセント・ドノフリオ（山野井仁）
- ペリー・ライマン：キアヌ・リーヴス（森川智之）
- マット・シュラム：ベンジャミン・ブラット
- レベッカ：ケリ・ガーナー
- ジョエル・コッブ：チェイス・オファーレ
- ギアリー先生：ヴィンス・ヴォーン（横島亘）

### スタッフ
- 原作: ウォルター・キルン
- 製作: アンソニー・ブレグマン、ボブ・スティーヴンソン
- 監督: マイク・ミルズ
- 脚本: マイク・ミルズ
- 音楽: ティム・デローター

### 主な受賞
- ベルリン国際映画祭：銀熊賞（ルー・テイラー・プッチ）
- ストックホルム映画祭：男優賞（ヴィンセント・ドノフリオ）
- サンダンス映画祭：特別審査員賞受賞（ルー・テイラー・プッチ）